# جوآن هکت
جوآن هکت (انگلیسی: Joan Hackett; زاده ۱ مارس ۱۹۳۴ – درگذشته ۸ اکتبر ۱۹۸۳) یک هنرپیشه اهل آمریکا بود.
از فیلم‌ها یا برنامه‌های تلویزیونی که وی در آن نقش داشته‌است می‌توان به تنها وقتی می‌خندم و آخرین شیلا اشاره کرد.